# Proviantkälteanlage auf Schiffen

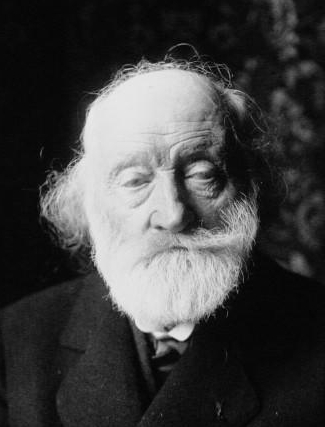
Charles Tellier

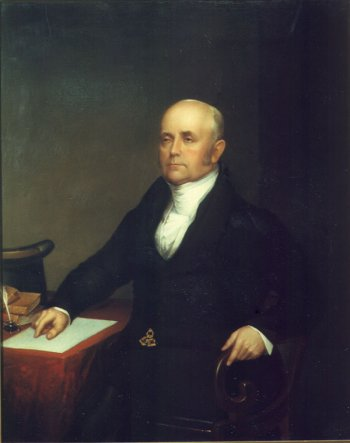
Jacob Perkins

Carl Linde

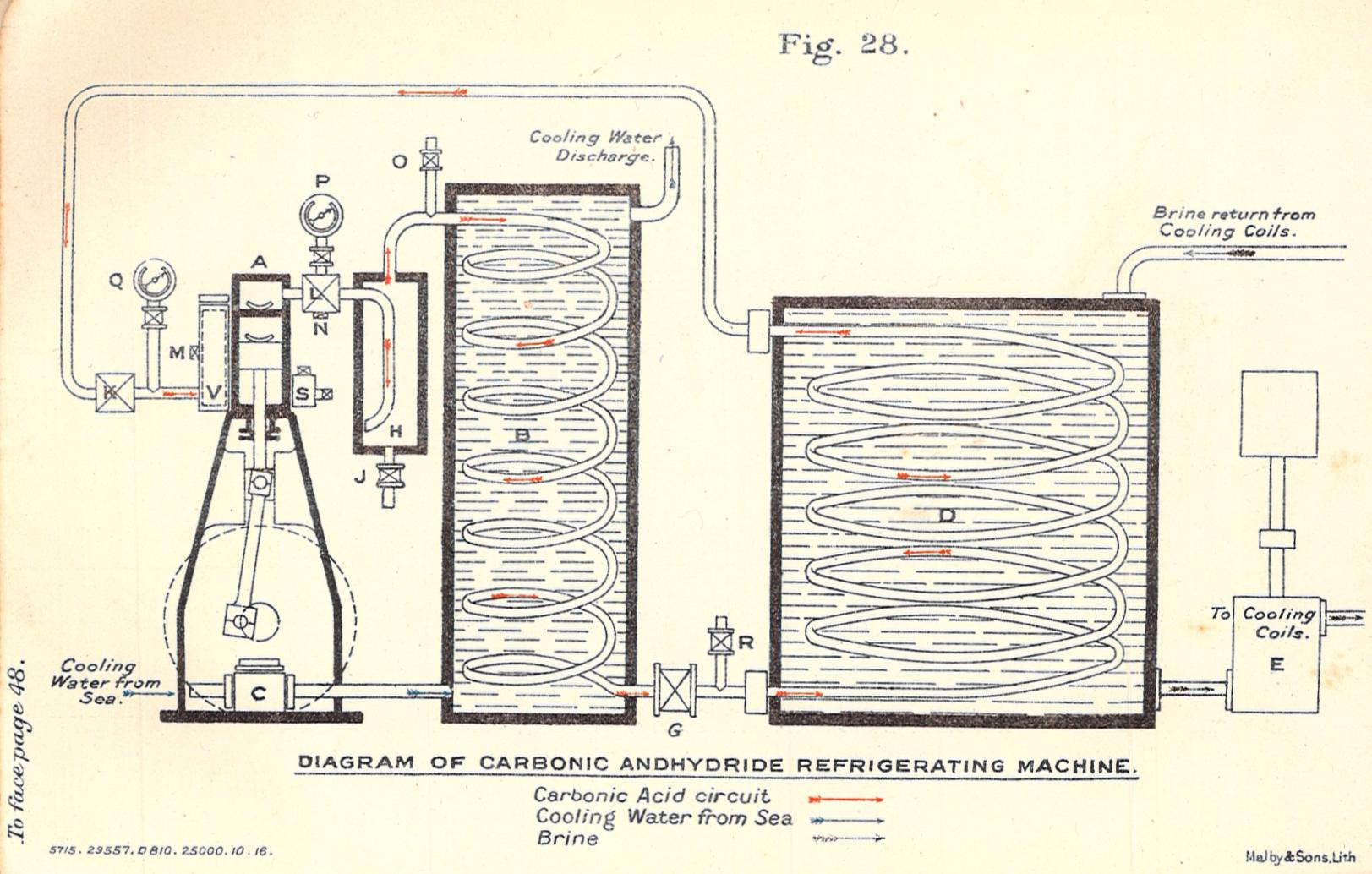
Prinzip einer Kälteanlage mit Kohlendioxid als Kältemittel (indirekte Kühlung)

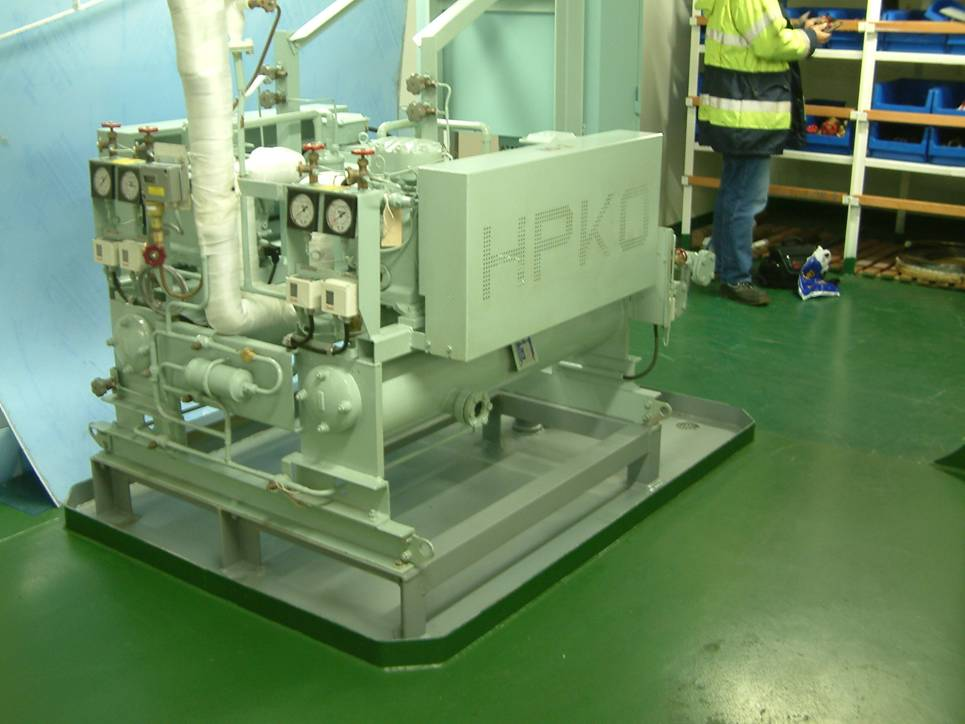
Zwei Verdichter und Kondensatoren der Proviantkälteanlage eines Containerschiffes

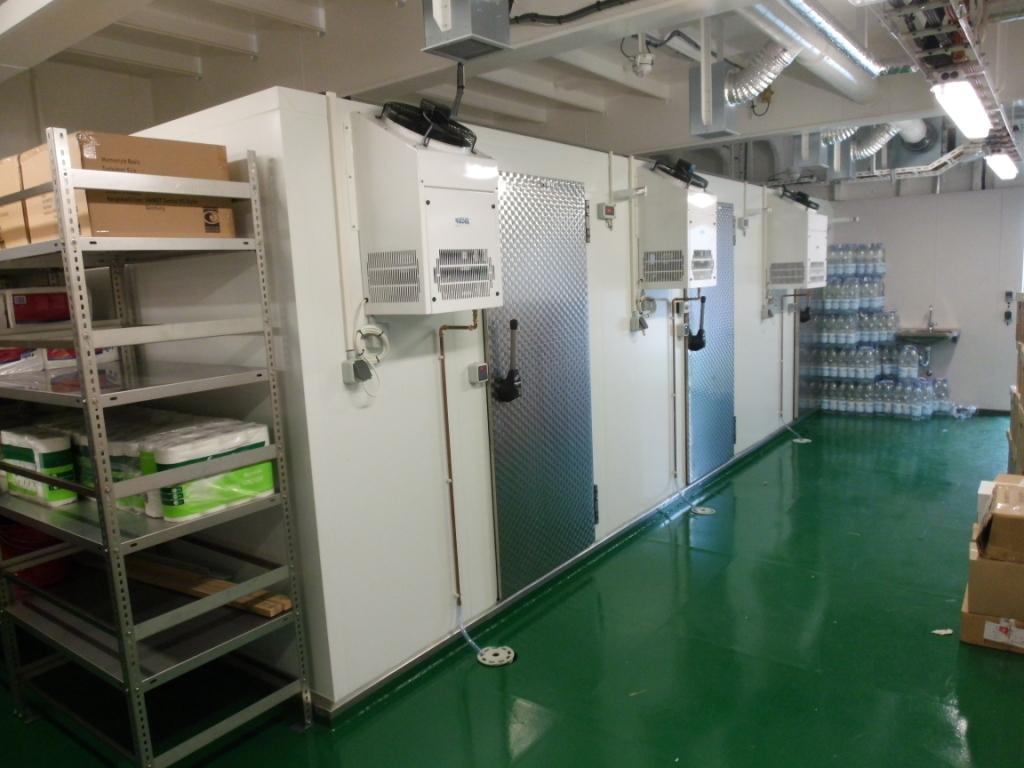
Proviantkühlräume eines Schiffes

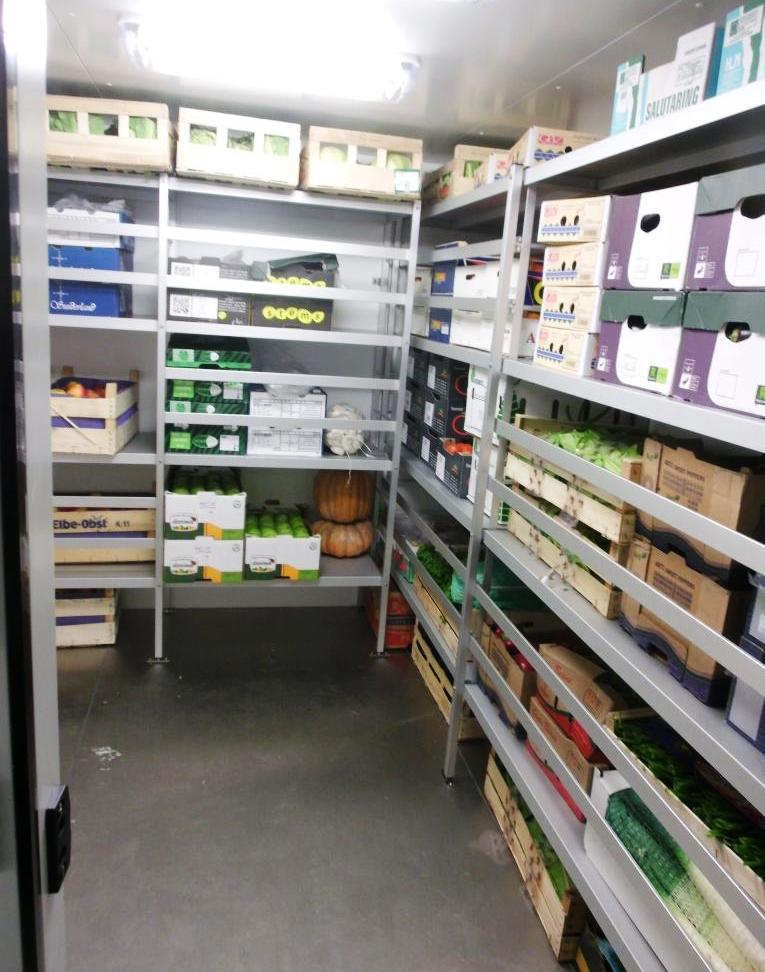
Blick in den Gemüselagerraum

Eine Proviantkälteanlage auf Schiffen ist eine Kälteanlage aus Kältemittelverdichtern, Kondensatoren und Verdampfern, die auf einem Schiff zur Kühlung von verderblichen Nahrungsmitteln für die Besatzung dient.

## Geschichte der Proviantkälteanlagen
Das System einer Kälteanlage mit Verdichtung nach dem Prinzip der Kaltdampfmaschine wurde 1834 von Jacob Perkins in England zum Patent angemeldet, in dem alle wesentlichen Teile einer Kaltdampfmaschine enthalten sind und deren Wirkungsweise richtig beschrieben ist. Eine erste Ausführung dieser Kälteanlage arbeitete mit Äthyläther als Kältemittel. Praktische Bedeutung erhielt dieses Prinzip erst durch James Harrison in Australien, der diese Bauart ab 1850 in die Praxis überführte, um damit den Schiffstransport von Gefrierfleisch nach London durchzuführen. Als Kältemittel verwendete auch er das feuergefährliche Äthyläther.
Charles Tellier in Paris entwickelte diese Technologie weiter und stellte 1864 seine ersten Anlagen mit Methyläther als Kältemittel vor, die ebenfalls zum Schiffstransport von Gefrierfleisch eingesetzt wurden. Nachhaltiger Erfolg war diesen Erfindern nicht beschieden, da die Maschinen sehr anfällig und undicht waren und die Verwendung der feuergefährlichen Kältemittel riesige Probleme aufwarfen.
1875 wurden Verdichter mit Methyläther als Kältemittel nach besseren Konstruktionen von Carl von Linde durch die Maschinenfabrik Augsburg-Nürnberg gebaut. Dieser Verdichter hatten zur Vermeidung von Undichtigkeiten Quecksilber als Sperrflüssigkeit in den Zylindern und Glycerin zur Schmierung und Abdichtung. Da aufgrund der schwierigen Bedienung die Praxistauglichkeit nicht nachgewiesen wurde, erfolgten weitere Verbesserungen. Diese konstruktiv überarbeiteten Verdichter und der Wechsel des Kältemittels zu Ammoniak ergaben eine zufriedenstellende praxistaugliche Anlage. Ab 1877 wurden die ersten Anlagen an Brauereien geliefert und bald darauf auch in der Schifffahrt eingesetzt. Etwa zehn Jahre später wurden von der englischen Firma Hall Kaltdampfmaschinen mit Kohlendioxid als Kältemittel eingeführt, die sich dann besonders im englischsprachigen Raum durchsetzten. Dies war auch die Zeit, in dem sich die Schifffahrt spezialisierte und Schiffe nur zum Transport von Öl, Kühlladung und Passagieren gebaut wurden. Durch die in diesem Zeitraum auf Passagierschiffen eingeführten Anlagen zur Proviantkühlung waren auch gutsituierte Fahrgäste bereit, längere Schiffsreisen zu unternehmen.

## Anwendung
Proviantkälteanlagen dienen auf Frachtschiffen zur Kühlung von verderblichen Nahrungsmitteln für die Besatzung. Je nach Schiffsgröße und Besatzungsstärke werden dafür zwei bis vier Räume vorgesehen. Die Provianträume sind zur Vermeidung langer Wege in der Nähe der Kombüse angeordnet.
Auf Fährschiffen mit Passagiereinrichtungen und Kreuzfahrtschiffen können es weit über 20 Räume sein, da auch Getränke, Blumen und verschiedene frische Gemüse- und Obstsorten bei ihren spezifischen Temperaturen bevorratet werden. Hier erfolgt dann häufig eine indirekte Kühlung, d. h. die Kältemittelverdampfer nehmen die Verdampfungsenthalpie aus einem Zwischenkreislauf auf und in den Räumen befinden sich statt der Verdampfer sogenannte Luftkühler. Als Kühlgut werden Trockenproviant, Tiefkühlware (Fleisch, Fisch, wird in der Regel mit der richtigen Temperatur angeliefert) und Frischproviant wie Eier, Milch, Obst und Gemüse unterschieden.
Die Auslegung erfolgt nach dem Fahrtgebiet (Umgebungsbedingungen) und der Fahrtdauer, Mannschafts- und Passagieranzahl sowie den internationalen und nationalen Vorschriften wie z. B. U.S. Public Health Service (USPH), Vorschriften der Klassifikationsgesellschaften, Umweltvorschriften, und bei Marineschiffen Bauvorschriften der jeweiligen Streitkräfte.

## Technische Beschreibung
Die Kühlraume sollen optimale Lagerbedingungen in Bezug auf Temperatur und Luftfeuchte sicherstellen. Decken, Wände und Fußböden sind mit einer Isolierschicht versehen, deren Dicke sich nach Innen- und Außenbedingungen richtet. Um Einstrahlverluste zu vermeiden, gibt es keine Fenster und es werden spezielle wärmegedämmte Türen eingesetzt. Zur Verringerung der Kälteverluste beim Begehen werden Vorräume vorgesehen. Lebensmittellagerräume sind mit wasserfesten Oberflächen auszustatten, die sich gut reinigen lassen. Da die Luftfeuchtigkeit im Allgemeinen sehr hoch ist, wird die gesamte Elektroinstallation für feuchte Räume vorgesehen.
Auf Frachtschiffen erfolgt bei den Proviantkühlanlagen eine direkte Kühlung nach dem Prinzip der Kaltdampfmaschinen, die Verdichter und Kondensatoren befinden sich häufig im Maschinenraum und die Kältemittelverdampfer befinden sich im Kühlraum. In der Regel sind mindestens zwei redundante Anlagen vorgeschrieben. Für die Anwendungsfälle an Bord werden vorwiegend Kompressionskälteanlagen installiert. Die erforderliche Kälteleistung ergibt sich aus der Summe der Verluste, die sich aus der Transmissionswärme, Ventilatorleistung, Beleuchtung, Personenverkehr und je nach Kühlgut durch Abkühlung und Stoffwechselwärme (gilt nur für lebendige Produkte mit Stoffwechsel wie frisches Obst und Gemüse) zusammensetzen. Bei den eingesetzten Kältemittelverdichtern handelt es sich um offene oder halbhermetische Kolben- oder Schraubenkompressoren. In der Zukunft ist zu erwarten, dass zunehmend vollhermetische Verdichter (Scroll- oder Rollkolbenverdichter) Anwendung finden, um die Kältemittelverluste zu minimieren. Die Leistung der Verdichter wird über den Saugdruck geregelt. In Frage kommen das Zu- und Abschalten ganzer Kompressoren und die Zylinderabschaltung. Eine kontinuierliche Regelung erfolgt bei großen Anlagen auf Kreuzfahrtschiffen durch Drehzahlverstellung bzw. Leistungsschieber bei Schraubenkompressoren.
Die Verdampfungsenthalpie wird der Innenraumluft des Kühlraumes entzogen, zur Verbesserung des Wärmeüberganges wird die Luftgeschwindigkeit durch Lüfter erhöht. Die Temperaturregelung der einzelnen Räume erfolgt in der Regel im Zweipunktbetrieb über Thermostatschalter. Bei Verdampfungstemperaturen unter 0 °C müssen die Luftkühler bzw. Verdampfer in regelmäßigen Abständen abgetaut werden. Die Abtauung kann mit Hilfe elektrischer Abtauheizungen oder mit Heißgas aus dem Kältekreislauf erfolgen. Bei Plus-Kühlräumen kann eine Abtauung auch durch einfaches Ausschalten der Kühlung (Umluftabtauung) erfolgen.

## Kältemittel
Da es aus Logistikgründen vorteilhaft ist, pro Schiff nur ein Kältemittel zu verwenden, werden die Klimaanlage und Proviantkühlanlage in der Regel mit dem gleichen Kältemittel betrieben. Hierbei wird ein Kompromiss zwischen den beiden Einsatzgebieten eingegangen. Als Kältemittel auf Schiffen werden heutzutage daher vorwiegend R404A und R-410A verwendet.